# Hedwig van Habsburg

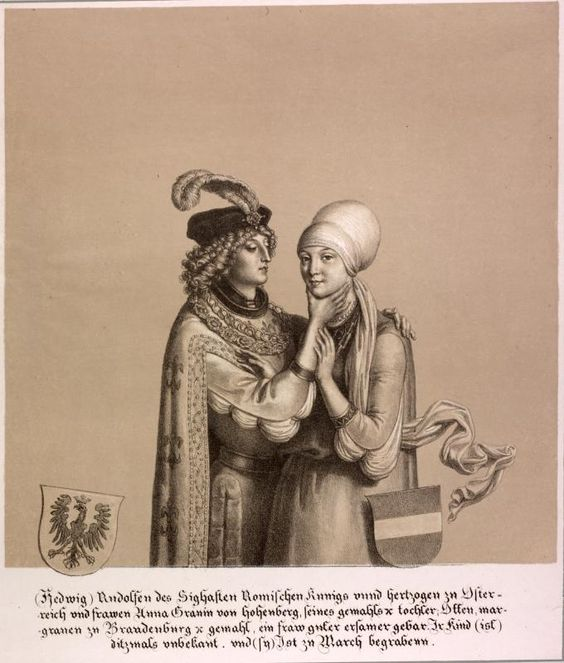
Hedwig van Habsburg samen met haar echtgenoot, markgraaf Otto VI van Brandenburg.

Hedwig van Habsburg (Rheinfelden, circa 1260 - 1286) was een lid van het huis Habsburg. Via haar huwelijk was ze markgravin van Brandenburg-Salzwedel.

## Levensloop
Hedwig werd geboren als zevende van negen kinderen van graaf Rudolf IV van Habsburg en diens eerste echtgenote Gertrude van Hohenberg. 
In 1273 werd haar vader onder de naam Rudolf I verkozen tot Rooms-Duits koning. Dit betekende het begin van de opgang van het voorheen onbeduidende huis Habsburg tot een van de machtigste dynastieën in het Heilige Roomse Rijk. Om zijn macht te kunnen verzekeren huwelijkte Rudolf zijn dochters uit aan machtige hertogen en vorsten.
Hedwig zelf werd uitgehuwelijkt aan hertog Otto VI van Brandenburg-Salzwedel uit het huis Ascaniërs. In 1279 vond het huwelijk tussen beide echtelieden plaats in de residentie van de Habsburgers in Wenen. Uit het huwelijk zou een kind geboren zijn dat jong gestorven is. Nadat Hedwig in 1286 stierf, trad Otto VI af als markgraaf van Brandenburg-Salzwedel om lid te worden van de Orde van de Tempeliers. 
Hedwig werd begraven in de cisterciënzersabdij van Lehnin.